# 아나, 내사랑
《아나, 내사랑》(Ana, mon amour)은 프랑스에서 제작된 칼린 피터 네처 감독의 2017년 드라마, 멜로/로맨스 영화이다. 다이아나 카발리오티 등이 주연으로 출연하였다. 67회 베를린 국제영화제에서 골든 베어를 위해 제출되었다. 편집자 Dana Bunescu는 뛰어난 예술적 기여를 이유로 실버 베어를 받았다.

## 출연

### 주연
- 다이아나 카발리오티
- 미르세야 포스텔니쿠

### 조연
- 애드리언 티티에니
- 타니아 포파
- 이오아나 플로라
- 블라드 이바노브